# Что-то в воздухе
«Что-то в воздухе» (фр. Après mai, букв. «После мая») — драма французского режиссёра Оливье Ассаяса. Премьера фильма состоялась 3 сентября 2012 года в рамках Венецианского кинофестиваля.

## Сюжет
1971 год. Прошло три года после социального кризиса во Франции, однако ветер перемен не стихает. Будущий художник Жиль не может спокойно учиться, пока его ровесники выкрикивают на улице политические лозунги. Вместе со своей девушкой Кристиной он уезжает в Италию, но и её пейзажи не заглушают мысли о политике. Баллончики с краской и стены приходят на смену кистям и мольберту.

## В ролях
| Актёр           | Роль     |
| --------------- | -------- |
| Клеман Метайе   | Жиль     |
| Лола Кретон     | Кристина |
| Феликс Арман    | Ален     |
| Кароль Комб     | Лор      |
| Индия Менуэз    | Лесли    |
| Уго Конзельманн | Жан-Пьер |

## Награды и номинации
- 2012 — 69-й Венецианский кинофестиваль[3][4]:
  - премия Золотая Озелла за лучший сценарий — Оливье Ассаяс
  - премия «Fondazione Mimmo Rotella» — Оливье Ассаяс
  - номинация на «Золотого льва» — Оливье Ассаяс
- 2012 — Номинация на гран-при Международного кинофестиваля в Чикаго — Оливье Ассаяс[5]
- 2012 — Премия «FICE» (Италия) лучшему европейскому режиссёру — Оливье Ассаяс[6]
- 2012 — Премия Жоржа Делерю за лучшую музыку Гентского международного кинофестиваля — Оливье Ассаяс[7]
- 2013 — Премия «Золотой Сван» Кинофестиваля в Кабуре лучшей актрисе — Лола Кретон[8]
- 2013 — Номинация на премию «Люмьер» самому многообещающему актёру  — Клеман Метайе[9]
- 2013 — Номинация на приз жюри кинофестиваля в Сарасоте — Оливье Ассаяс[10]